# 聖母子と聖人たち (カラッチ)
『聖母子と聖人たち』（せいぼしとせいじんたち、英: Madonna and Child with Saints）は、イタリアのバロック絵画の巨匠アンニーバレ・カラッチが1588年にキャンバス上に油彩で制作した絵画である。画家の署名と制作年が「HANNIBAL CARRACTIVS BON. F. MDLXXXVIII」と記されている。作品は、『聖母子と聖フランチェスコ、聖マタイ、洗礼者ヨハネ』（せいぼしとせいフランチェスコ、せいマタイ、せんれいしゃヨハネ、英: Madonna and Child with Saints Francis, Matthew and John the Baptist）、『玉座の聖母子と聖マタイ』（ぎょくざのせいぼしとせいマタイ、独: Thronende Madonna mit dem heiligen Matthäus、英: Madonna and Child Enthroned with Saint Matthew）、『聖マタイの聖母』（せいマタイのせいぼ、英: St Matthew Madonna）としても知られる。現在、ドレスデンのアルテ・マイスター絵画館に所蔵されている。

## 作品
この絵画は本来、レッジョ・エミリアのサン・プロスペロ教会内の商人礼拝堂用祭壇画として制作された。画家が1580年代と1590年代にレッジョ・エミリアで制作した数点の絵画のうちの1点である。作品は、後にモデナのエステ家のコレクションに入ったが、1746年にドレスデンに売却された作品群に含められてポーランド王アウグスト3世の手中に帰し、現在の所蔵先であるアルテ・マイスター絵画館の所有となった。

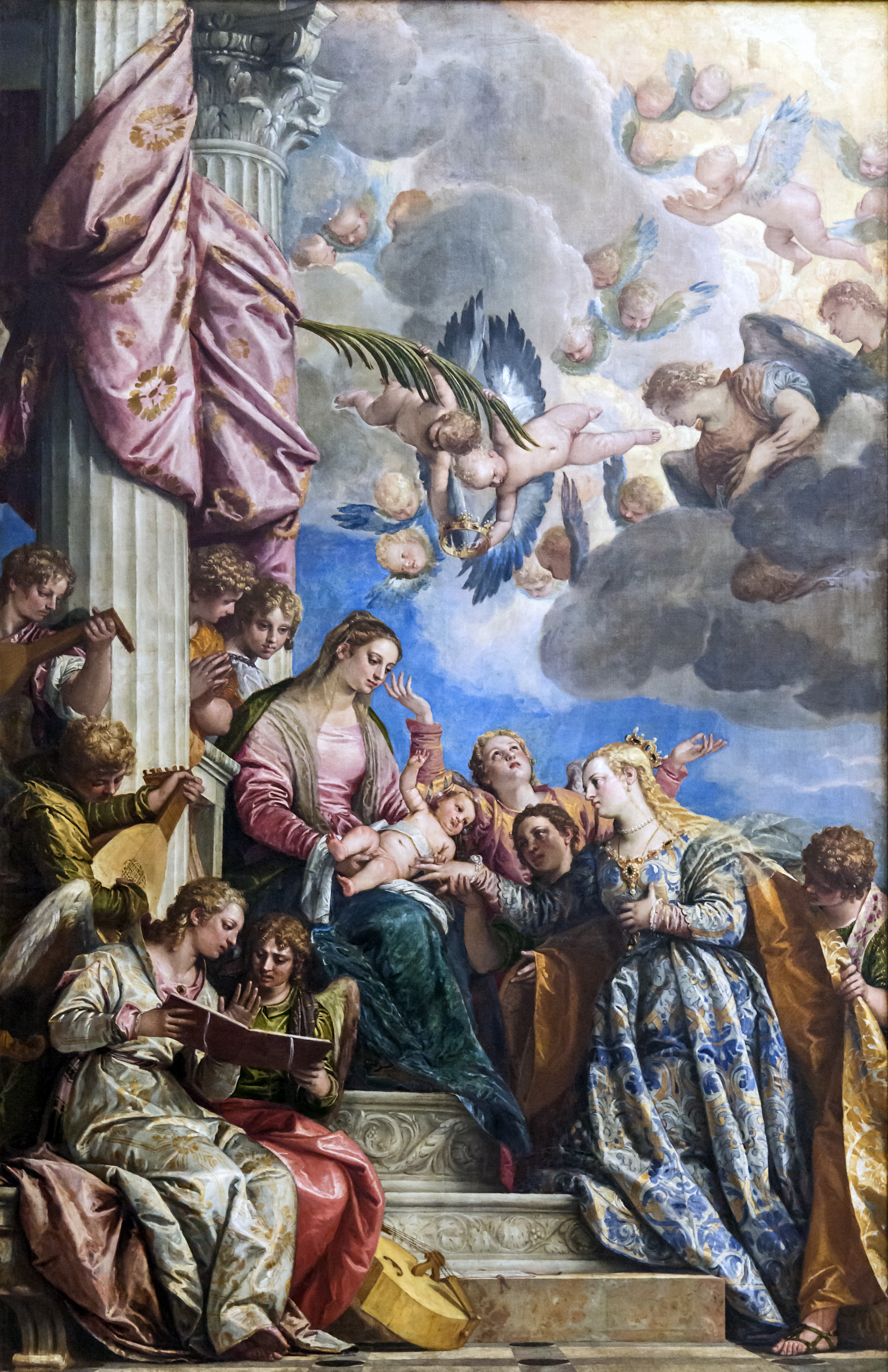
パオロ・ヴェロネーゼ『聖カタリナの神秘の結婚』 (1571年)、アカデミア美術館 (ヴェネツィア)

本作において、アンニーバレが深く傾倒していたコレッジョの影響は退いている。代わりに、以前のアンニーバレのどの作品よりもヴェネツィア派の強い影響を示しており、その制作年により、美術史家たちは画家のヴェネツィアへの研修旅行を1587-1588年としている。この絵画の構図に明確な影響を与えているのは、ヴェネツィアのアカデミア美術館にあるパオロ・ヴェロネーゼの『聖カタリナの神秘の結婚』で、アンニーバレはヴェロネーゼから対角線、聖母マリアと聖人の位置、柱から下げられた赤い布を借用した。しかし、アンニーバレは自身の以前の様式を放棄してはおらず、ヴェロネーゼから借用した要素は、より世俗的で、鑑賞者の現実に近い世界に適合させられている。アンニーバレは、ヴェロネーゼの多くの作品のように青空を表すのではなく、背後の風景を垣間見せることの方を選択している。さらに、ヴェロネーゼの作品に見られる豪華な衣装を纏う、階段上の人物像ではなく、倹しい身なりをして、剥き出しの地面の上に立つ聖人たちを描いている。結果的に、地上の重力を感じさせる堅固な人物表現がなされている。

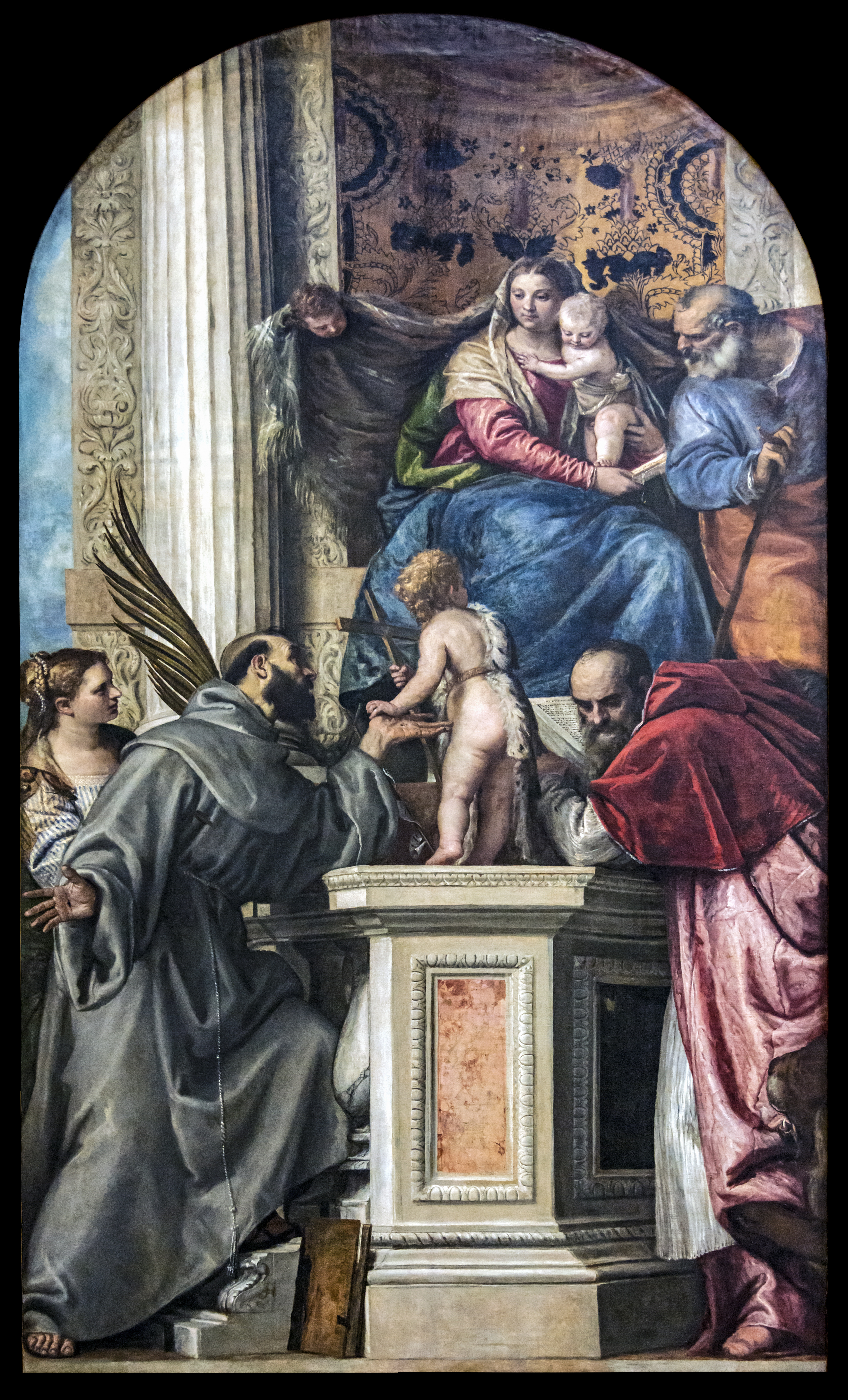
パオロ・ヴェロネーゼ『聖母子と聖人たち』 (1562-1564年)、アカデミア美術館 (ヴェネツィア)

## ギャラリー

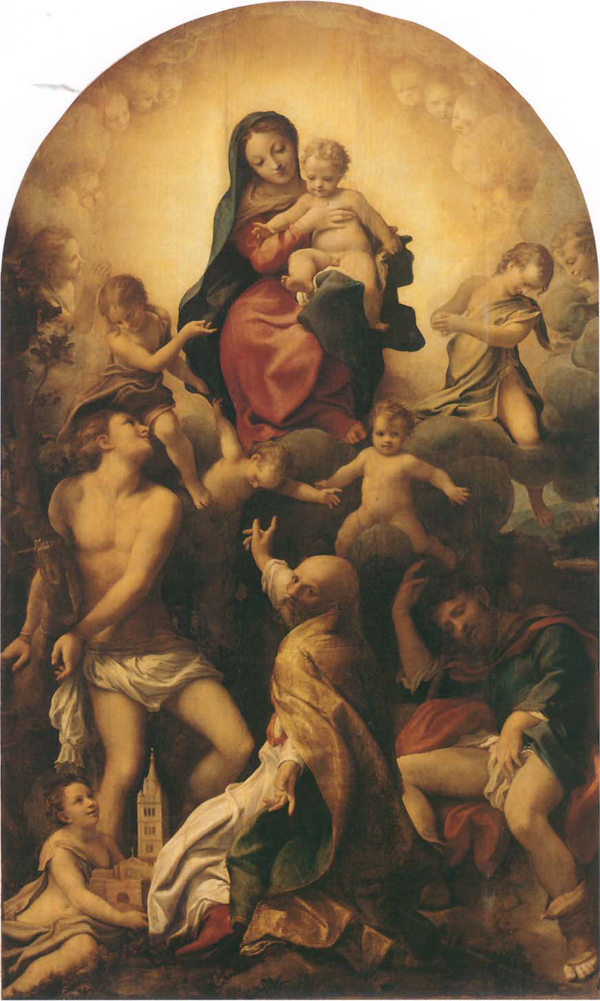
コレッジョ『聖セバスティアヌスの聖母』 (1524年ごろ)、アルテマイスター絵画館、ドレスデン
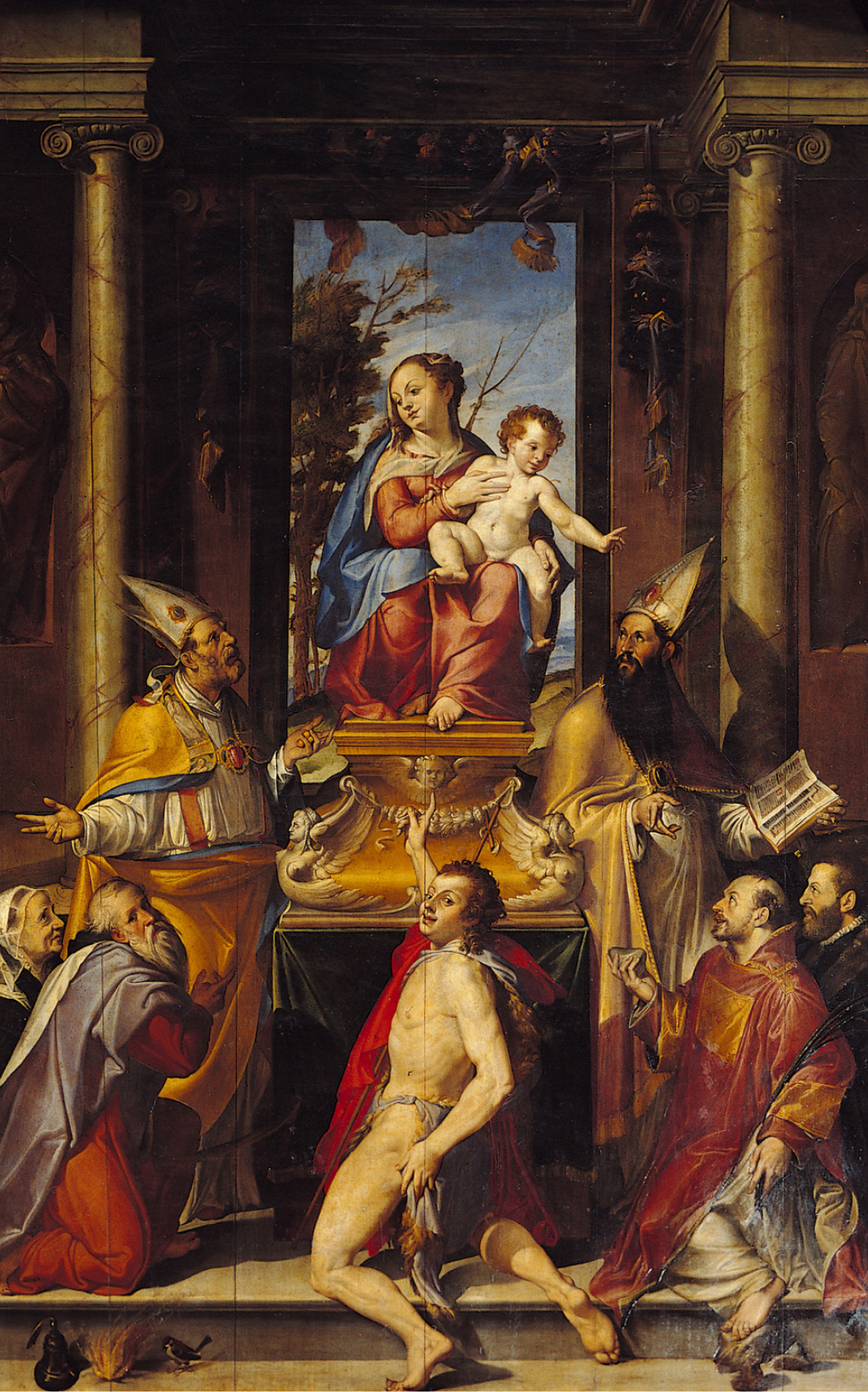
バルトロメオ・パッサロッティ（英語版）『聖母子と聖人たち』 (1560-1565年)、サン・ジャコモ・マッジョーレ聖堂（英語版）、ボローニャ
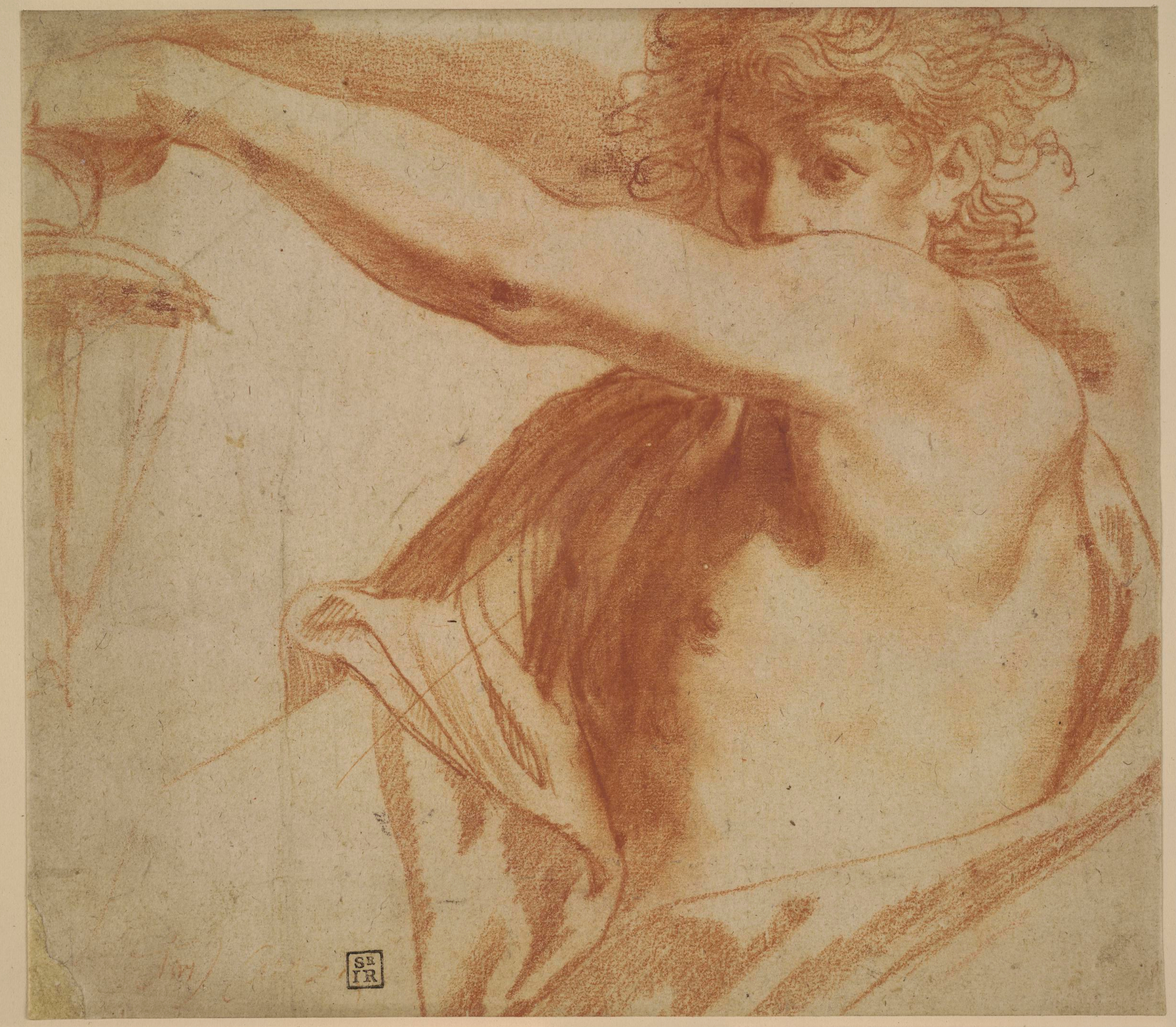
アンニーバレ・カラッチ『洗礼者ヨハネ像のための習作』 (1588年)、大英博物館、ロンドン
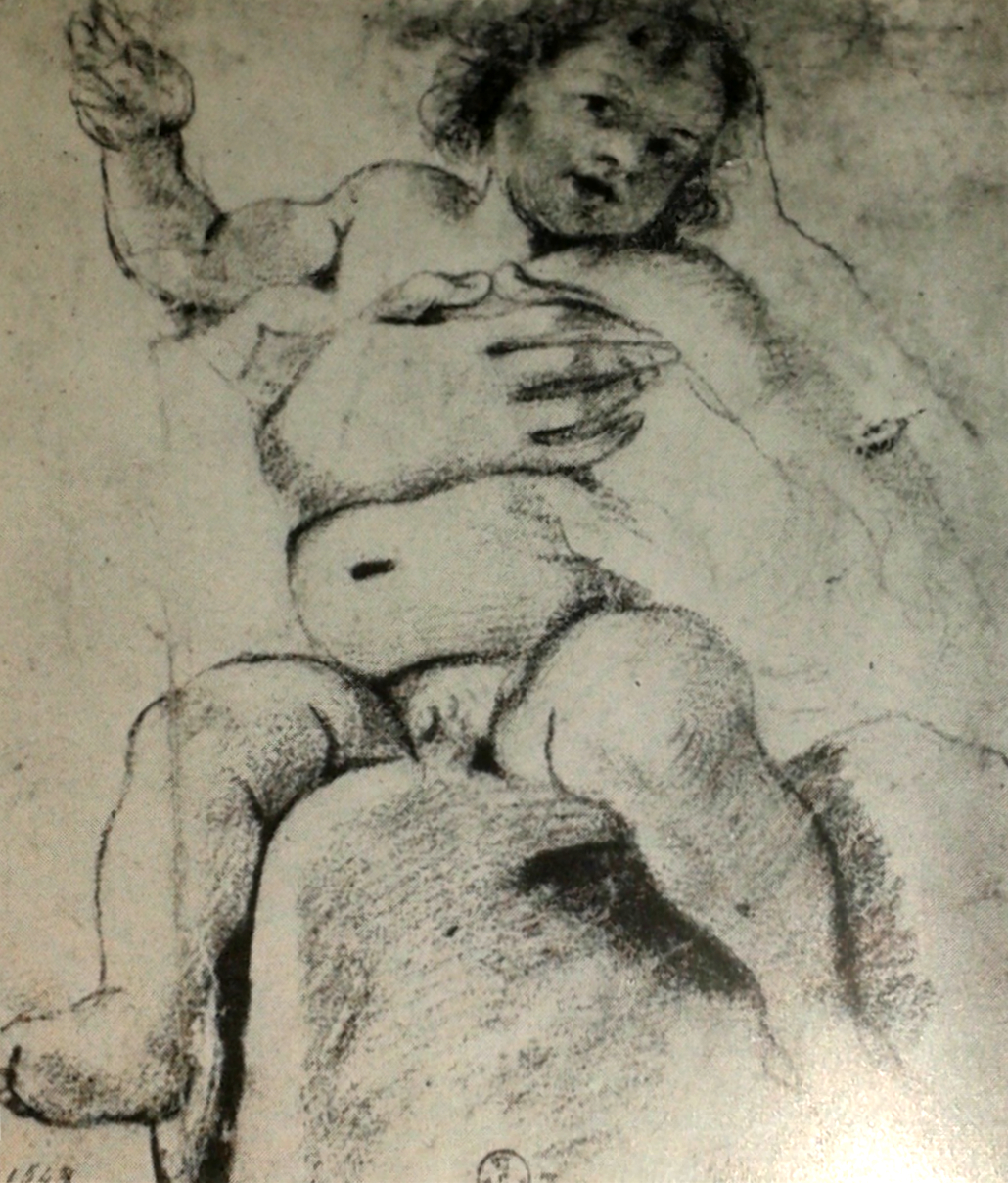
アンニーバレ・カラッチ『幼子イエス・キリストの習作』 (1588年)、ウフィツィ美術館、フィレンツェ